# Гербіївка
Гербіївка — колишній хутір у Липненській сільській раді Любарського району Бердичівської округи Української СРР.

## Населення
Відповідно до перепису населення СРСР 17 грудня 1926 року, чисельність населення становила 28 осіб, з них 13 чоловіків та 15 жінок; за національністю українці. Кількість господарств — 5.

## Історія
Час заснування невідомий. Входив до складу Красносільської волості Житомирського повіту Волинської губернії. У березні 1921 року, в складі волості, переданий до новоутвореного Полонського повіту Волинської губернії. До червня 1925 року входив до складу Любарського району Житомирської округи.
Станом на 15 червня 1926 року числився в підпорядкуванні Липненської сільської ради Любарського району Бердичівської округи. Відстань до центру сільської ради с. Липне становила 4 версти, до районного центру містечка Любар — 7 верст, до окружного центру в Бердичеві — 60 верст, до найближчої залізничної станції Печанівка — 15 верст.
Виключений з обліку населених пунктів до 1 жовтня 1941 року.